# Reserva estatal Ilisu
La reserva estatal Ilisu (en azerí, İlisu dövlət təbiət qoruğu) es una reserva natural establecida sobre una superficie de 93 km² en 1987. Ayuda a proteger complejos naturales en las laderas meridionales del Gran Cáucaso, para conservar especies de flora y fauna raras y en peligro para restaurar bosques y evitar la erosión del suelo y la inundación. La reserva cuenta con quinientas especies de plantas con casi sesenta de ellas de tipo endémico. Se pueden encontrar animales como el corzo, el bisonte, el jabalí, la ardilla o el rebeco. El territorio de la reserva estatal de Ilisu fue ampliada hasta 173.816 km² en marzo de 2003.